# 羅斯灣
64°12′S 58°16′W / 64.200°S 58.267°W
羅斯灣（挪威語：Rohss Bay）是南極洲的海灣，位於詹姆斯羅斯島，處於布羅姆斯角和奧貝利斯克角之間，寬20公里，由挪威探險隊發現，該海灣現時由南極條約體系管理。